# Psychotria carstensensis
Psychotria carstensensis är en måreväxtart som beskrevs av Herbert Fuller Wernham. Psychotria carstensensis ingår i släktet Psychotria och familjen måreväxter. Inga underarter finns listade i Catalogue of Life.